# اوختانس سباستاتسی
اوختانس سباستاتسی (ارمنی: Ուխտանես Սեբաստացի؛ ۹۳۵ – ۱۰۰۰) تاریخ‌نگار اهل ارمنستان بود. وی تحت نظارت آنانیا بنیانگذار صومعه نارک تحصیل نمود و در نهایت به مقام اسقفی سباستیا (ح. ۹۷۰–۸۵) و احتمالاً همچنین رها (پسا-۹۸۵) نایل گشت. اوختانس در اصل به خاطر نگارش کتاب تاریخی اش که شامل سه بخش «تاریخچه پاتریارک‌ها و پادشاهان ارمنستان»، «تاریخچه جدایی ارمنیان و گرجیان» و «دربارهٔ غسل تعمید ملت» می‌باشد شناخته شده‌است.